# Bufo
Bufo es un género de anfibios anuros de la familia Bufonidae que incluye, entre otros, al sapo europeo. Se distribuye por las regiones templadas de Eurasia, norte de África, Oriente Medio, Japón y la zona norte del sudeste asiático.

## Especies
En el pasado este género incluía un gran número de especies, pero estudios recientes lo dividieron y dejaron en este género únicamente las especies del grupo Bufo bufo. Incluye 19 especies:
- Bufo ailaoanus Kou, 1984.
- Bufo aspinius (Rao & Yang, 1994).
- Bufo bankorensis Barbour, 1908.
- Bufo bufo (Linnaeus, 1758).
- Bufo cryptotympanicus Liu & Hu, 1962.
- Bufo eichwaldi Litvinchuk, Borkin, Skorinov, & Rosanov, 2008.
- Bufo exiguus Qi, Lyu, Song, Wei, Zhong & Wang, 2023.[3]
- Bufo gargarizans Cantor, 1842.
- Bufo japonicus Temminck & Schlegel, 1838.
- Bufo luchunnicus (Yang & Rao, 2008).
- Bufo menglianus (Yang, 2008).
- Bufo pageoti  Bouret, 1937.
- Bufo rubroventromaculatus Orlov, Ananjeva, Ermakov, Lukonina, Ninh &  Nguyen, 2024.[4]
- Bufo spinosus Zarevskij, 1926.
- Bufo stejnegeri Schmidt, 1931.
- Bufo torrenticola Matsui, 1976.
- Bufo tuberculatus Zarevskij, 1926.
- Bufo tuberospinius (Yang, Liu, & Rao, 1996).
- Bufo verrucosissimus (Pallas, 1814).

## Descripción
Las especies de este género tienen en común una forma achaparrada y patas cortas, lo que los hace unos malos saltadores. Al igual que todos los miembros de la familia Bufonidae, carecen de cola y dientes y tienen pupilas horizontales. Su piel es gruesa, seca y verrugosa.
Detrás de sus ojos, las especies del género Bufo tienen unas estructuras parecidas a una verruga, que son las glándulas parotoides. Estas glándulas distinguen a los sapos verdaderos de todos los demás anuros. Segregan una sustancia blanca, grasosa y venenosa que actúa como elemento disuasorio ante los predadores. El manejo ordinario de los sapos no es peligroso (y, contra una creencia popular, no origina la aparición de verrugas). El veneno de la mayoría, si no es que de todos los sapos, contiene bufotoxina.
Los sapos pueden inflar su cuerpo cuando se sienten amenazados. Los machos son usualmente más pequeños que las hembras. Los sapos macho también poseen el órgano de Bidder, un ovario incompleto y por lo general una garganta más oscura que la de las hembras.

## Propiedades psicoactivas

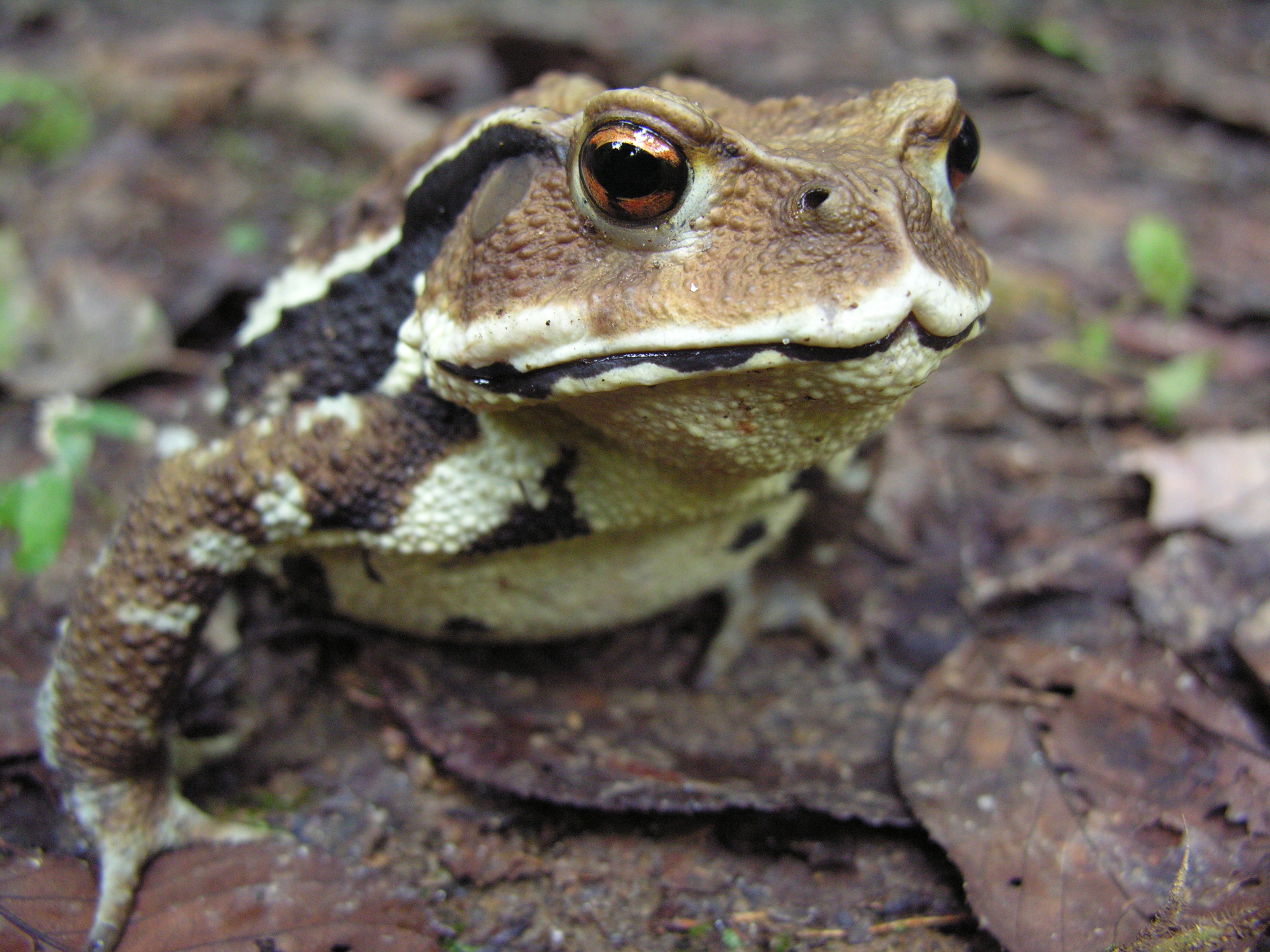
Sapo japonés de Japón.

Existen muchas especies de sapos que producen venenos con propiedades psicoactivas. 

### Accidentes por ingestión de bufotoxina
Los accidentes provocados por la ingestión de bufotoxina, sustancia que se encuentra en las glándulas parotoides de los sapos, pueden causar problemas serios en perros y gatos. Los síntomas, que aparecen pocos minutos después de ingerir el veneno (que normalmente se ingiere al comerse al animal o esnifar su veneno) son irritación, seguida de hipersensibilidad. La exposición a la toxina de estos sapos puede provocar anormalidades cardiacas. Otros síntomas son comezón, depresión, debilidad, derrumbamiento pulmonar, paro cardiaco y convulsiones. Puede presentarse también mareo, diarrea y vómitos. Los síntomas cardiovasculares pueden causar la muerte si no se proporciona el tratamiento adecuado.